# Daniel Olaechea
Daniel Agustín Olaechea y Olaechea (Lima, 5 de mayo de 1884-Lima, 16 de noviembre de 1956) fue un abogado, diplomático y político peruano. Fue Ministro de Justicia, Instrucción, Culto y Beneficencia en 1933.

## Biografía
Fue hijo de Manuel Pablo Olaechea Guerrero, abogado y político pierolista, y de Clementina Olaechea Robles, ambos primos. Hermano de Manuel Augusto Olaechea, que fue también un connotado abogado y jurista.
Culminados sus estudios secundarios, ingresó a la Facultad de Derecho Universidad Mayor de San Marcos, donde se graduó de bachiller con una disertación sobre «La movilización del suelo» (1904) y de doctor con su tesis «La prenda agrícola» (1905). 
Joven aún y recién graduado, fue nombrado Secretario de la Comisión de Límites con el Brasil, que presidió su primo Pedro Carlos Olaechea, durante el primer gobierno de José Pardo y Barreda (1906). Militó en el Partido Demócrata o pierolista, en el cual su padre era miembro prominente.
Por algún tiempo ejerció su profesión en el estudio de su padre en Lima, para luego dedicarse a la agricultura, en el fundo de su familia en Tacama (departamento de Ica). Para intensificar el cultivo del algodón, promovió su estudio trayendo técnicos de Inglaterra. Experimentó primero en sus tierras, y al lograr un nivel satisfactorio, emprendió una labor de alcance nacional, desde la Sociedad Nacional Agraria, cuya presidencia ejerció durante varios años. Por su gran labor como impulsor de la agricultura nacional, el gobierno le dio la condecoración al Mérito Agrícola.
Durante el segundo gobierno del general Óscar R. Benavides fue nombrado ministro de Justicia, Instrucción, Culto y Beneficencia, integrando el gabinete ministerial presidido por Jorge Prado Ugarteche. Dicho cargo lo ejerció de junio a noviembre de 1933, siendo sucedido por José de la Riva Agüero y Osma.
Fue presidente del Banco Central de Reserva (1952), presidente del Banco de Lima, presidente de la Sociedad Nacional Agraria y presidente del Banco Agrícola, así como director de la Compañía Administradora del Guano y miembro de la Comisión de Aguas, de cuya legislación era un experto. Fue también miembro del Club Nacional, del que fue presidente de 1950 a 1952.